# Michael Mandík
Michael Mandík (kolem 1640 Gdaňsk – 1694, Tovačov) byl raně barokní sochař činný v na Moravě v poslední třetině 17. století, zejména v městech Kroměříži a Olomouci.
Narodil se v polském Gdaňsku, o čemž se zmiňuje roku 1671 komorník olomouckého biskupa Karla II. Liechtenstein-Castelcorna Thomas Sartorius, a předpokládá se, že se tak stalo kolem roku 1640. Soudě podle jména, měl zřejmě polské předky, i když německého jazyka byl přirozeně znalý. Gdaňsk po celé 17. století – a vlastně po převážnou většinu doby své existence – patřil pod polské státní celky, přestože německé obyvatelstvo mělo ve městě majoritu.

## Květná zahrada v Kroměříži
Michaela Mandíka měl nejspíše koncem roku 1668 na mysli biskupův vídeňský agent Johann Kunibert von Wentzelsberg, když psal do Kroměříže o úspěšném nalezení sochaře, jenž je schopný na úrovni vytvořit postavy satyrů pro Lusthaus (neboli Pavilon či Rotunda) v Květné zahradě. Zahradu, rovněž zvanou Libosad, začal olomoucký biskup Karel II. budovat za pomoci císařských architektů Filiberta Lucheseho a Giovanniho Pietra Tencally v roce 1666.
Do sídelního města olomouckého biskupa Karla II. Liechtenstein-Castelcorna sochař přichází následujícího roku. S pracemi na zakázce patrně začal už v roce 1669, snad někdy v srpnu či září. K tomuto závěru nás přivádí aplikace průměrné doby vytváření jedné Mandíkovy sochy, kdy z archivních pramenů vyplývá, že na zhotovení jedné postavy Mandík potřeboval o něco více než 2 a půl měsíce. Kvůli protahování prací odjel Mandík na biskupův popud do Vídně a Vídeňského Nového Města, kde složitě hledal dva tovaryše. S nimi pak pracoval na sochách pro Kroměříž, avšak i nadále sochy nevznikaly v dostatečně rychlém tempu, aby byl Liechtenstein-Castelcorn spokojen. Tentokrát se tak dělo v důsledku trvajícího pozvolného přísunu pískovce. Z vlastních prostředků Mandík platil svoje cesty do maletínského lomu, přičemž došel k myšlence, že přeprava by se zefektivnila, kdyby bloky po vytěžení na místě nahrubo opracovávali kameníci.
Liechtenstein-Castelcorn byl s Mandíkovou prací často nespokojený a nechal jej nedostatky opravovat. Mandík si zase stěžoval na práci podle mědirytů antických skulptur, kdy se nemohl plně projevit jeho tvůrčí duch a snažil se prosadit si volnější tvorbu. Proto téhož roku 1671 biskupovi zasílá svůj návrh devíti soch múz a bohyně Minervy na hoře Parnas. O tom, jak jeho dílo pokračovalo, nemáme zpráv. Patrně nebyl spokojený ani on, ani biskup, jelikož situace vyústila tím, že sochař požádal biskupa o doporučující dopis pro premonstrátského opata na Hradisku u Olomouce. Biskup mu jej 20. prosince 1673 vystavil, načež Mandík z biskupských služeb o své vůli odešel.

### Lusthaus v Květné zahradě

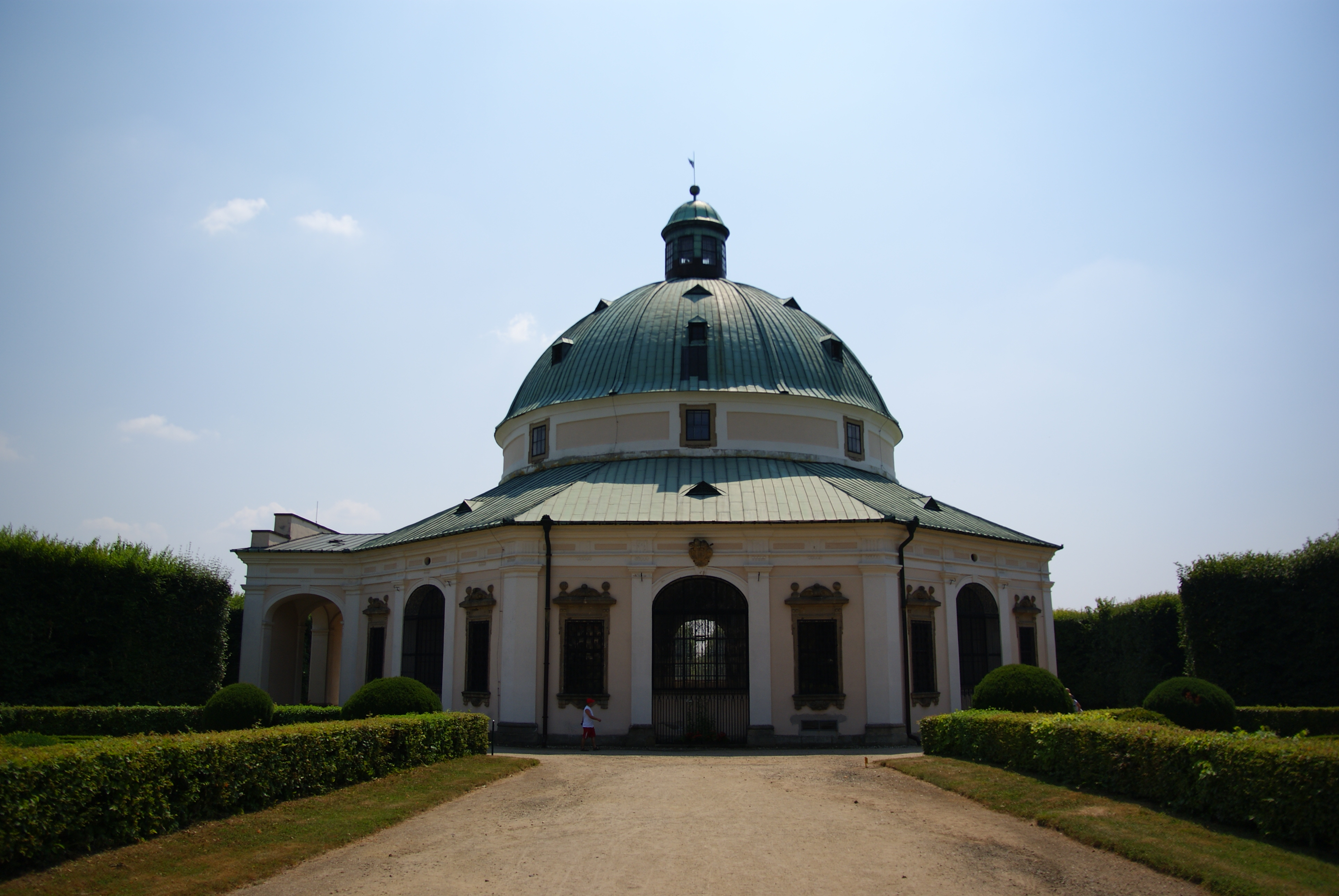
Rotunda

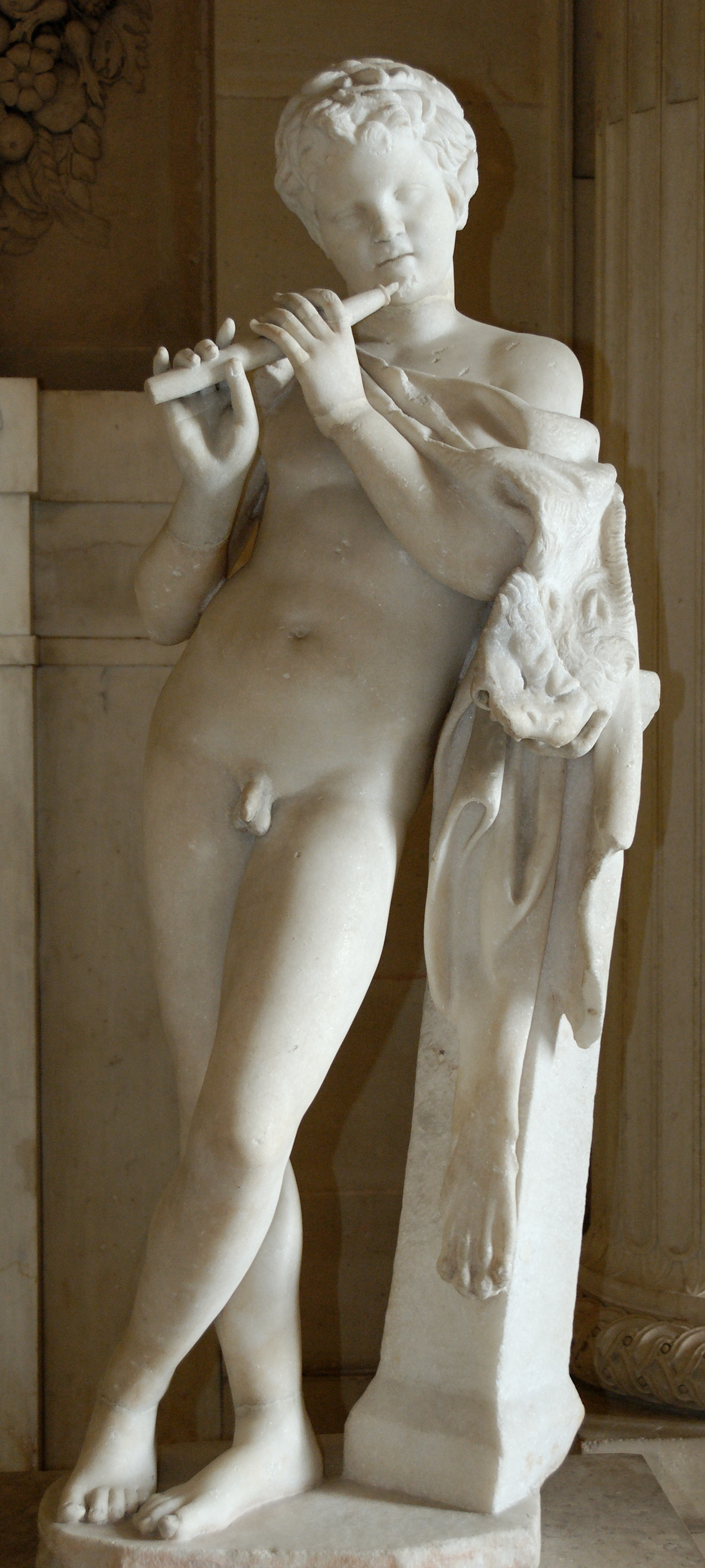
Satyr z Louvru

Stavba Lusthausu, rotundy na půdorysu pravidelného oktogonu, obsahuje centrální kruhovou místnost, již obklopuje prstenec čtyř salonků, čtyř grott se satyry a průchodů (dnes povětšinou pouze průhledů) do parteru, směřovaných do středů všech stran osmiúhelníku. V nikách hlavní prostory se nacházejí Alegorie ročních období. Ve zmiňovaných grottách, přiléhajících k severojižní ose pavilonu, je po čtveřicích rozmístěno šestnáct celofigurálních soch satyrů (z toho tři ženského pohlaví), kvůli jejichž vytvoření zřejmě přišel Michael Mandík z Vídně na Moravu. Dvě skupiny satyrů v severních grottách hrají na hudební nástroje, v jižních prostorách jedna čtveřice nese ovoce a druhá se věnuje vínu, ať už v podobě révy či ve formě moku. Ve všech grottách byly osové fontánky zrušeny a roku 1904 nahrazeny novobarokními postavami satyrů od Jana Antonína Becka (1864-1937). Tím byla narušena hříčka biskupa Karla, kdy byli nepřipravení návštěvníci zkrápěni ze skrytých ústí rozvodů vody. Oslabila se tak i symbolika čísla 4, která se odráží v početním rozvržení satyrů, grott, salonků, průchodů i v samotném osmibokém půdorysu Lusthausu. Osmička nás pak přivádí k hudební symbolické vrstvě Pavilonu, jelikož může znamenat čtyři tóny popsané už v antice a čtyři k nim přičleněné v novověku. Toto je odrazem pythagorejské teorie o architektuře, založené na hudebních principech. Symbolika počtu tónů koresponduje se dvěma čtveřicemi satyrů-hudebníků při severní straně hlavní osy Lusthausu. Budova samotná je odvozena od chrámu bohyně Venuše, jak byl popsán v Hypnerotomachii Poliphili od Francesca Colonny (1433/1434 – 1527), k čemuž jsou přičleněny další filosofické a technické symboly, teorie Albertiho a zejména Vitruvia, který považoval číslo 4 za nejdůležitější číslo v architektuře, jelikož souzní s lidskými proporcemi.
V severozápadní Lasturové grottě Pavilonu se nacházejí dvě ze tří satyrek, hrající na tympanon, předchůdce tamburíny, a triangl. Jeden ze satyrů používá atypickou sýrinx, druhý fouká do trubky, řecky zvané salpinx. Severovýchodní Krápníková grotta je druhou místností s muzicírujícími satyry. Čtyři mužské postavy hrají na buben, dudy, salpinx (či keras – zahnutý roh) a poslední ze satyrů hrající na flétnu se přibližuje obvyklé kompozici tohoto konkrétního znázornění, užívaného už od antiky, což ilustruje například hudoucí satyr z Vatikánských muzeí či satyr z Louvru. Kachní grotta na jihozápadě ukrývá tři satyry a satyrku, jež nese roh hojnosti plný jablek, mezi nimiž se nachází i několik granátových. Mužské postavy drží totožné ovoce, přičemž celá čtveřice je má zapletené i do bederních roušek, občasně také s hruškami. V jihovýchodní Grottě růží satyrové ukusují kuličky z hroznů révy, pozvedávají číši nebo do ní dolévají víno. Pro Satyra dolévajícího víno byla snad volným předobrazem mnohokrát kopírovaná socha z Praxitelovy ruky Nalévající satyr.

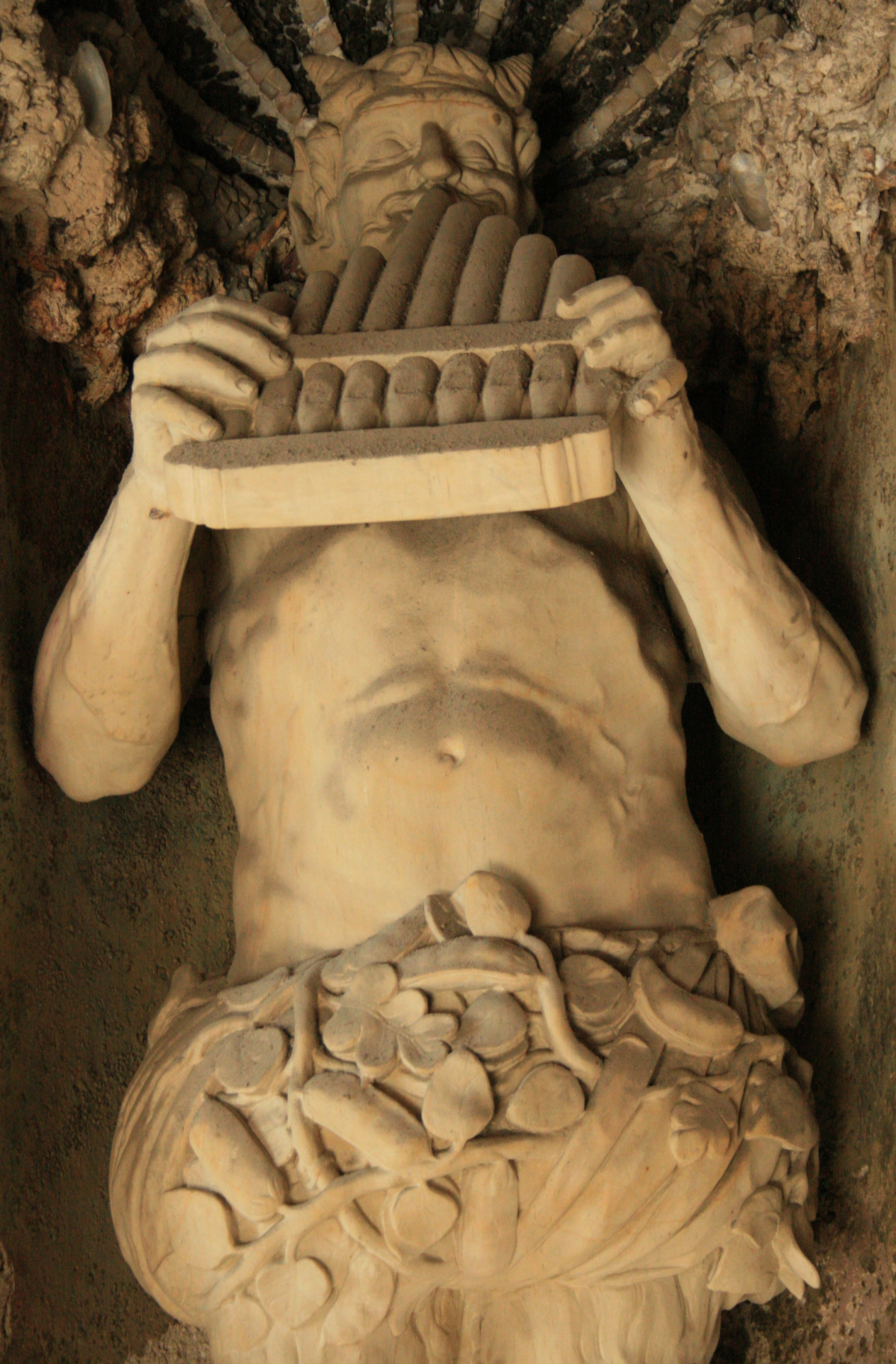
Satyr se sýrinx

V horních partiích jsou sochy mnohem více individualizovány a rozpohybovány. Autor věnoval pozornost tělesné fyziognomii těchto polovičních aktů jak v celku, tak i v detailu. Společným rysem je kolem pupku mírně vystupující břicho, které často bývá shora ohraničeno vráskou, nad níž je výrazně znázorněná spodní hranice hrudního koše. Obličeje satyrů, ozvláštňované bradavicemi, jsou vysekány do ostrých rysů s kučeravými či vlnitými vousy a vlasy, ze kterých vyčnívají růžky a po stranách kozlí uši. Větší oči jsou tlačeny do stran a šikmo vzhůru – opět se záměrem, aby více upomínaly na podobu s kozly – tak jako v případě satyrů na Ammanatiho Neptunově fontáně na florentské Piazza della Signoria. Mandík velmi zdařile vyjádřil hrou mimických svalů veselost satyrů v jemných i širokých úsměvech s vyceněnými zuby, napětí v obličeji při hře na dechové nástroje nebo požitkářský škleb satyra dolévajícího si víno.
Alegorie ročních dob v nikách středového sálu jsou rozlišeny podle pohlaví. Přívětivější období, léto a jaro, znázorňují ženské postavy – mužské zastupují nevlídnou zimu, ovšem i na plodiny hojný podzim. Mandíkovu autorství nasvědčuje výraz sochy Léta, který jednoznačně stylově souvisí s obličeji satyrek v grottách. Všechny sochy pojí jednotné ztvárnění drapérie, rukou, též specifické znázornění prstů na nohou. Břicho Alegorie zimy je utvářeno totožným způsobem, jako břicha satyrů. Postava Podzimu silně odkazuje k ikonografii Bakcha, s postavou satyra z Kachní grotty, jenž v záklonu s chutí ukusuje jablka, souvisí působivý motiv, kdy se prsty ruky boří do materiálu – do koženého vaku s vínem a do draperie.
Sochy v cyklu Alegorií ročních období i v souboru satyrů spojuje pozornost, věnovaná detailům draperie, jako například rytým ornamentálním lemováním či různým reliéfním sponám. Pečlivě znázorněny jsou vrásky na klubech prstů, kolenou, loktech a mimické na obličejích. U mužských postav je naturalisticky znázorňováno svalstvo a cévní síť. Obecně nejsou sochy komponovány příliš dynamicky, což je ovšem částečně způsobeno limity, které udává jejich umístění v nikách. Umírněné rozpohybování, které figury ovládá, je zato dobře zpracováno, a to bez znatelné disproporčnosti, k čemuž se připojuje vysoká úroveň expresívního zpracování fyziognomie lidských těl.

### Kolonáda v Květné zahradě
Dosažení správného určení autorství sochařské skulptivní výzdoby Kolonády, neboli Galerie či nejpřesněji arkádové lodžie, omezuje požadavek biskupa Karla na výrazné přidržování se grafických předloh, podle nichž byly pískovcové bysty a figury přibližně od roku 1671 vytvářeny. Tím se výrazně potlačil rukopis zde působících raně barokních tvůrců. Přesto je možné (ovšem ne vždy zcela spolehlivě) na detailech vypozorovat několik skupin soch spojených sochařským rukopisem, z nichž jedna je potenciálním dílem Michaela Mandíka – jak naznačují archivní zprávy. Postavy ve 44 nikách na nízkých plintech označují jména, zatímco 46 poprsí na konzolách, osazených ve cviklech mezi arkádami, je anonymních.

### Sochy v nikách
Vilém Jůza se jako první pokusil o ikonologický výklad souboru pískovcových figur, zatímco bysty ponechal stranou, kdy jim zřejmě oprávněně přisuzoval pouze dekorativní funkci. Jůza rozčlenil sochy Kolonády do šesti šestičlenných a dvou čtyřčlenných seskupení takto:
1. Bohové: Apollo, Asklepios, Bacchus, Faunus, Marsyas, Merkur;
2. Bohyně: Ceres, Diana, Flora, Juno, Minerva, Venus;
3. Historické osobnosti: Alexander Makekedonský, Julius Caesar, Augustus, Livia, Julia Augusta, Agrippina;
4. Reprezentanti stavů: Sacrificulus, Flamen, Senator, Eques, Civis, Mancipium;
5. Bájné ženské postavy: Atalanta, Cassandra, Medulina, Niobe, Nymfa, Sibyla;
6. Antické hrdinské postavy: Arungus (Arruns), Pora, Seneca, Sabina, Veturia, Mulier Egyptia (Hyperméstra);
7. Bájné mužské postavy: Akteon, Herkules, Misenus, Hermafrodit;
8. Múzy: Erato, Euterpe, Melpomene, Urania.

Pokud skutečně byla významová skladba soch promýšlena v určitých celcích, tak není možné akceptovat její výše uvedenou podobu. Přijmeme-li sporadické zařazení některých jedinců – například Seneku mezi hrdinské postavy – nelze pominout očividně chybné interpretace. Kupříkladu Arungus je málo používaný tvar jména nižšího boha Averrunca či Aurunca, který ochraňoval úrodu – avšak mohl v tomto směru i škodit, pokud mu nebyla přinesena náležitá oběť. Pora je chybně interpretovaný název Popa, jelikož ve slově druhé, majuskulí psané „P“ bylo jednoznačně dodatečně změněno na „R“. Popa pak označuje pomocníka při obětních obřadech v antickém Římě. Medullina, celým jménem Livia Medullina Camilla, žila v 1. století n. l., byla patricijkou a druhou snoubenkou pozdějšího císaře Claudia. Neočekávaně onemocněla a zemřela v den svatby. Mulier Egyptia, v překladu „Manželka egyptská“, není onou Hyperméstrou, ale jedná se o Kleopatru VII., kterou soudobí římští autoři nazývali takto, ne jménem.
Jůza odhalil, že sochy vznikaly podle grafických vyobrazení Villy Doria-Pamphili v Římě z roku 1670. Excerpováno bylo třináct celofigurálních zobrazení antických skulptur a snad všech dvaadvacet vyobrazení byst. Tímto významným poznatkem se udal směr bádání ke grafickým předlohám pro zbytek výzdoby. Dosud se nepodařilo nalézt všechny vzory pískovcových poprsí ve cviklech fasády arkádové lodžie, avšak je objasněna geneze vzniku antikizujících postav v nikách. Vytesány byly dle grafických listů v publikaci Francoise Perriera o sbírkách antických prací v římských zahradách a také podle citací rytin římských basreliéfů z knihy Johanna Jakoba Sandrarta.
Z ruky Michaela Mandíka zřejmě vzešla čtveřice soch: SENECA MORIENS, MELPOMENE, FAUNUS a ARUNGUS. S postavami satyrů spojuje Seneku příbuzné zpracování břišní oblasti s vystoupnutou oblastí kolem pupku, s vráskou shora a nad ní výraznou dolní linií hrudního koše. Ztvárnění očí s jemně modelovanými víčky vyhraňuje všechny čtyři figury oproti ostatním, které je mají zpravidla masivnější, což u většiny z nich přechází až v jistou nadsázku, kdy horní víčka zobrazeným jedincům výrazně přečnívají přes oční bulvy. Seneku a Arunga rovněž spojuje zmiňované mandíkovské ztvárnění nohou s odsazeným palcem a zde i s lineárním výstupkem na nártu, shora kopírujícím hranici kořenů prstů. Tento detail opakuje Mandíkova mladší socha Neptuna na kašně Dolního náměstí v Olomouci. Příznačné je i znázornění vyceněných zubů v otevřených ústech, jemuž se v těchto dvou případech neubránil, přestože se na grafickém vzoru nenacházejí a patrně souvisejí se smrtí či zuřivou mstivostí, jež se v zobrazených námětech skrývají. Arungus je konkrétně spojován s osobou Michaela Zürna ml., a to díky zjevné podobě se sochou sv. Rocha na mariánském morovém sloupu v Kroměříži, který vznikl kolem roku 1680. Kvůli stylovým analogiím se sochami Michaela Zürna ml. na velehradském mariánském sloupu z roku 1676 jsou pískovcové postavy kroměřížského monumentu spojovány právě s tímto tvůrcem. Podoba Arunga a sv. Rocha je však spíše způsobena tím, že Arungus posloužil jako inspirační zdroj Zürnově soše morového patrona. Zpodobení božstva je totiž v detailech silně spojeno s Mandíkovým stylem.
Zbylé postavy v nikách Kolonády nesou zürnovské rysy projevující se zejména v obličejové části. Jsou to zmiňovaná, těžko zaměnitelná přečnívající víčka nad velkýma očima, které jsou zasazené v oválné tváři s výrazným výstupkem brady a menšími ústy, jež jen mírně přesahují šířku nosu. Tento „líbezný“ zürnovský styl, nejvýraznější na postavách Erato či Agrippiny, se projevuje i na mariánských sloupech na náměstí v Kroměříži a na Velehradě.
Expresivní poloha Zürnova stylu vrcholí vysoce kvalitní postavou MANCIPIUM ROM., již můžeme dozajista přičíst sochaři samotnému. Projevuje se tu exprese ve ztvárnění svalstva, která proniká i do obličejových prvků, kdy se zvětšené nadočnicové oblouky propojují nad nosem.
Socha HERCULES se nejsilněji přidržuje grafické předlohy znázorňující antickou sochu Herkula Farnese. Stylově nejspíše souvisí s zürnovskou sochou APOLLO na Kolonádě – nebo se jedná o jednu z Mandíkových skulptur.

#### Bysty v cviklech
Antikizující poprsí v cviklech (výplňové plochy omezené třemi stranami) fasády arkádové lodžie lze přičíst zürnovské produkci s tím, že patrně v chvatu poklesla obecná kvalitativní úroveň zobrazení ještě níže, než v případě figurálních zobrazení v přízemí. Zejména nápadné formy zpodobení očí zde nacházíme v zásadě ve dvou polohách – se zmiňovanými přesahujícími víčky v případě uhlazenějších obličejových typů; a expresívně vyjádřené, charakterizované irealistickým napětím v mimickém svalstvu. To se odráží i ve zvlněné lince obočí, zvednuté nad kořen nosu a klesající ke spánkům. Toto celkově expresívní pojetí se váže k zobrazení sv. Rocha na mariánském morovém sloupu na kroměřížském Velkém náměstí či netoliko výrazně k Zürnovým postavám evangelistů v bazilice Navštívení Panny Marie na Svatém Kopečku u Olomouce. Uhlazenější podání obličejů byst dodržuje typiku tváří nejpočetnější skupiny soch z výklenků Kolonády a spolu s ní odkazuje ke zbytku sochařské výzdoby mariánského sloupu, vytvořené v „líbezné“ poloze zürnovského stylu, již nejmarkantněji zastupuje postava sv. Václava. Obličeje byst, podobně jako většiny figur, spojuje typika útlého nosu, zde s mnohdy téměř pravoúhle profilovaným hřbetem, úzkých úst s plnými rty a masitých tváří.
Na vnější, severní zdi Kolonády je nad bývalým hlavním vchodem do zahrady umístěn doplňovaný výdusek portrétní bysty olomouckého biskupa Karla II. Liechtenstein-Castelcorna s pamětní deskou uvádějící rok 1675 coby datum dohotovení Květné zahrady.

#### Nedochované fontány
Výzdoba arkádové lodžie se však nedochovala kompletní. V grottových výklencích v bocích uvnitř Kolonády byly osazeny protějškové fontány Neptuna a Venuše. Ty jsou zachyceny na grafických listech číslo 4 a 5 v reprezentativním albu Libosadu z roku 1691. Patrné na nich jsou kompoziční vazby k listům č. 23 a 24 publikace Georga Andrease Böcklera Architectura Curiosa Nova, kde jsou zobrazeny totožné náměty. Vzhledem k opakování Neptunovy postavy na Mandíkově starší olomoucké městské kašně je autorství skulptur obou vodometů přisuzováno právě jemu.

### Skulptury v plošeLibosadu
Co se týče dochovaných skulptur v ploše Květné zahrady, je možné jen dvě bezpečně spojit s tvorbou Michaela Mandíka. Jedna z nich, Lví fontána, je odrazem pětapadesátého grafického listu z jmenované knihy Architectura Curiosa Nova. Obdobně jako v případě protějškové Fontány Tritonů, kde vidíme citace z folia 54, je i zde použit motiv z horní partie návrhu. Jako atlanti, co nesli horní nádrž, zde sloužili do roku 1954 satyrové. Tehdy se nahradili mužským a ženským párem alegorií různých odvětví hospodářství, dobově v duchu socialistického realismu. Figury tritónů s Mandíkovým rukopisem nemůžeme bezpečně spojit – zato sedící postava muže osedlávajícího delfíny na Lví fontáně je jistě Mandíkovým dílem.
Druhou Mandíkovou skulpturou je na pravém boku ležící postava boha vodstev Neptuna, od 19. století zvaná též Moravus. Muž si pravicí, opřenou o hydrii s nevysychajícím pramenem, čechrá plnovous – přičemž levou rukou se drží za hrdlo oné nádoby. Sochu původně osadili uprostřed kašny v oddělené části Libosadu, zvané Holandská zahrada, kde se pěstovaly zejména tulipány. Mandíkův rukopis můžeme spatřit v celkové tělesné typice, podané s expresívně vykresleným svalstvem, šlachami a vráskami v kůži na trupu – tak jako v případě postavy tohoto boha na olomoucké městské kašně.
Z figurální výzdoby Králičího kopečku se dochovala socha Diany a jednoho ze čtyř lovců, jenž zároveň symbolizovali tehdy známé světadíly, přičemž tento je alegorií Evropy. Figury nesou znaky uhlazenější dílenské produkce Zürnů.
Dvě sousoší Zápasníků, sestávající vždy z páru zápolících mužů, lze považovat za zobrazení Herkulových soubojů, které navíc zapadají do symboliky Ovidiových Metamorfóz obsažených v ikonografii Pavilonu/Lusthausu. Těla zápasících jsou vcelku důmyslně komponována, což ovšem nevyváží blokovitost a schematičnost fyziognomií postav. Sousoší, jenž je umístěno na východní straně Libosadu, znázorňuje souboj Herkula s říčním bohem Achelóem, kterého identifikuje roh hojnosti znázorněný pod nohama héroů. Velice pravděpodobná je zde práce podle grafické předlohy. Tomu napovídá téměř dokonalá kompoziční shoda s komorní slonovinovou prací totožného tématu od anonymního rakouského Mistra umučení sv. Šebestiána. Dílo přibližně z poloviny 17. století je součástí sbírek Metropolitního musea v New Yorku. Fyziognomie pískovcových postav je utvářena odlišným a prostším způsobem, než v případě Mandíkových soch.
Protějškové sousoší Zápasníků v západní partii Květné zahrady zpodobuje Herkula, jak se potýká s obrem Antaiem. Vedle suchozemského zvířete je tu zobrazeno i stvoření vodní, jenž zřejmě poukazují na Antaiův původ, poněvadž vzešel ze spojení boha moře Poseidona a bohyně země Gaie, která mu dodávala jeho nezlomnou sílu. Patrné jsou tu jisté kompoziční vztahy k sousoší Zápasníků z Valdštejnské zahrady z počátku 17. století od Adriana de Vries. Vidíme zde totožný sochařský rukopis jako u protějškového sousoší, který snad souvisí s popsanými zürnovskými skulpturami v Libosadu.

## Vídeň a Znojmo
Po působení v biskupských službách na Moravě se Michael Mandík vrátil do Vídně, kde se roku 1674 oženil. Zde se nepodařilo dohledat práce, které by mohly být s Mandíkem spojovány. O tři léta později se přestěhoval do Znojma, což máme doloženo zápisem Mandíkova jména ve zdejší měšťanské knize. V tomto působišti snad vytvořil výzdobu hlavního oltáře v chrámu sv. Mikuláše.

## Skulptury pro Olomouc

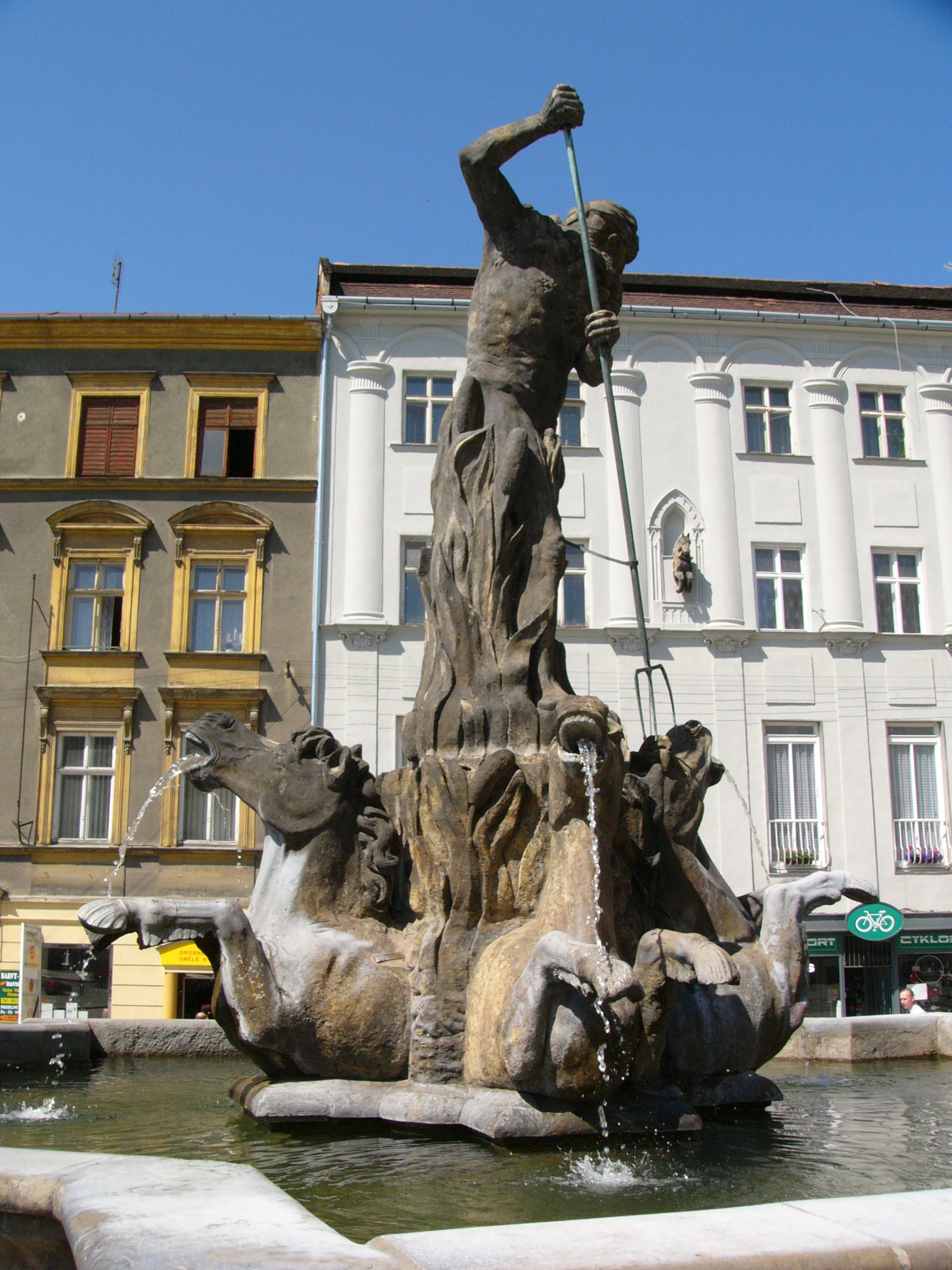
Neptunova kašna

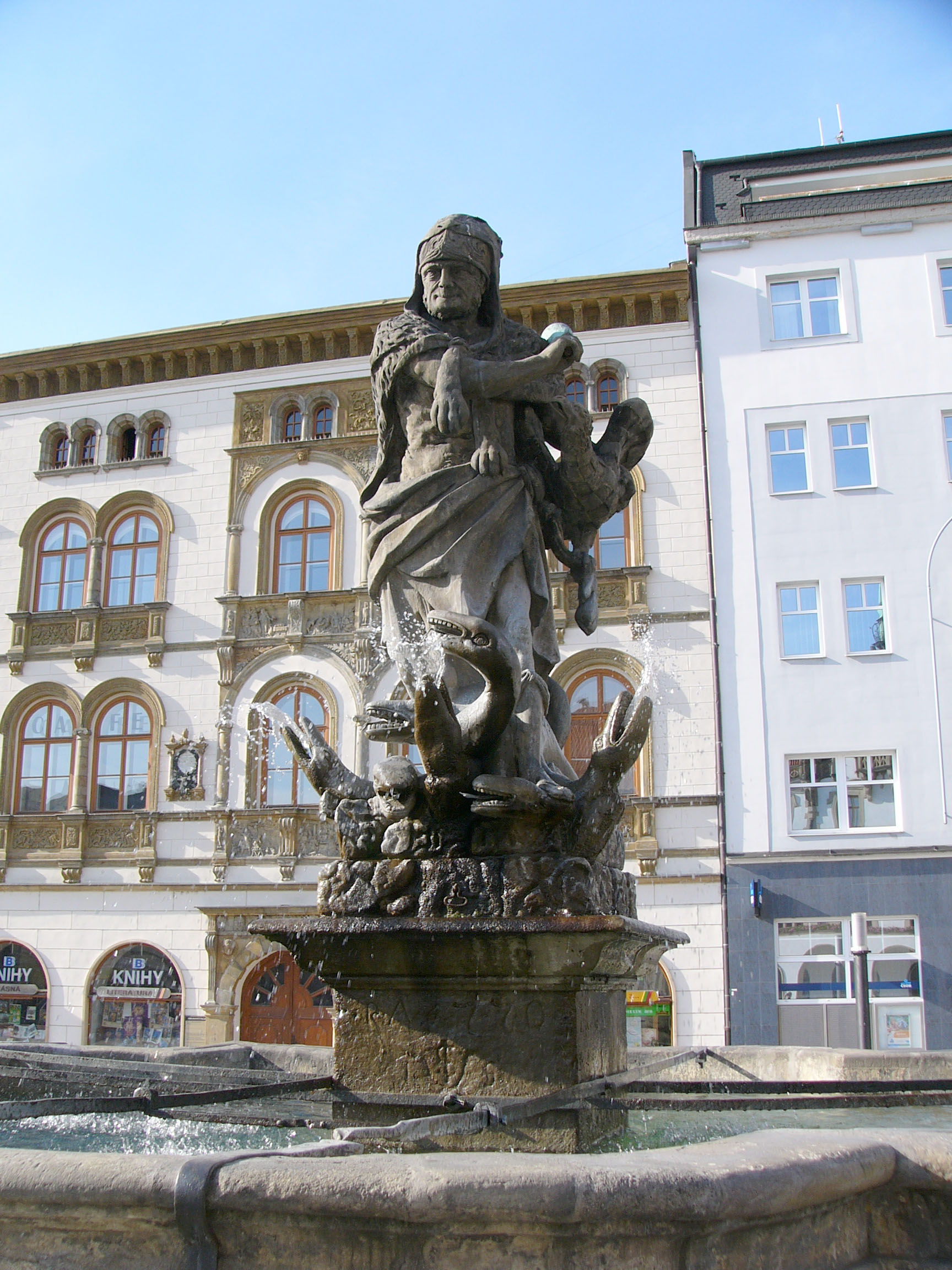
Herkulova kašna

Znojmo bylo patrně jeho stálým domovem i k roku 1683, kdy vytvořil první z olomouckých barokních kašen, a to Neptunovu. Ovšem jistě se tak nestalo v místě jeho bydliště z důvodu drahé a náročné přepravy kamene. Olomouc můžeme zřejmě též vyloučit, jelikož působení v místě by ještě více popouzelo cechovní sochaře, z jejichž řad nebyl vybrán tvůrce tak významné městské zakázky. Jako nejpravděpodobnější místo tvorby Neptunovy sochy se jeví maletínský lom, z nějž byl pískovcový blok pro sochu získán a který se využíval i pro samotné sochání. Stejně jako v případě Neptunovy fontány v boku Kolonády v Květné zahradě, bylo i zde kompoziční předlohou postavy vyobrazení Neptuna z folia 24 knihy Architectura Curiosa Nova od G. A. Böcklera. Na foliu 86 je pak znázornění salcburské Residenzbrunnen, odkud je zřejmě čerpán motiv skalnatého postamentu se čtveřicí mořských koní. Obdobné schéma olomoucké Neptunovy kašny se nachází i na foliu 8 čtvrtého oddílu pojednávané publikace, a to v podobě nekonkretizované fontány. Prvotní inspiraci pro všechny figury vodního božstva lze nalézt v sousoší Neptuna s Tritónem z roku 1620 od Gian Lorenza Berniniho, které bylo určeno pro zahradní bazén Villy Montalto v Římě.

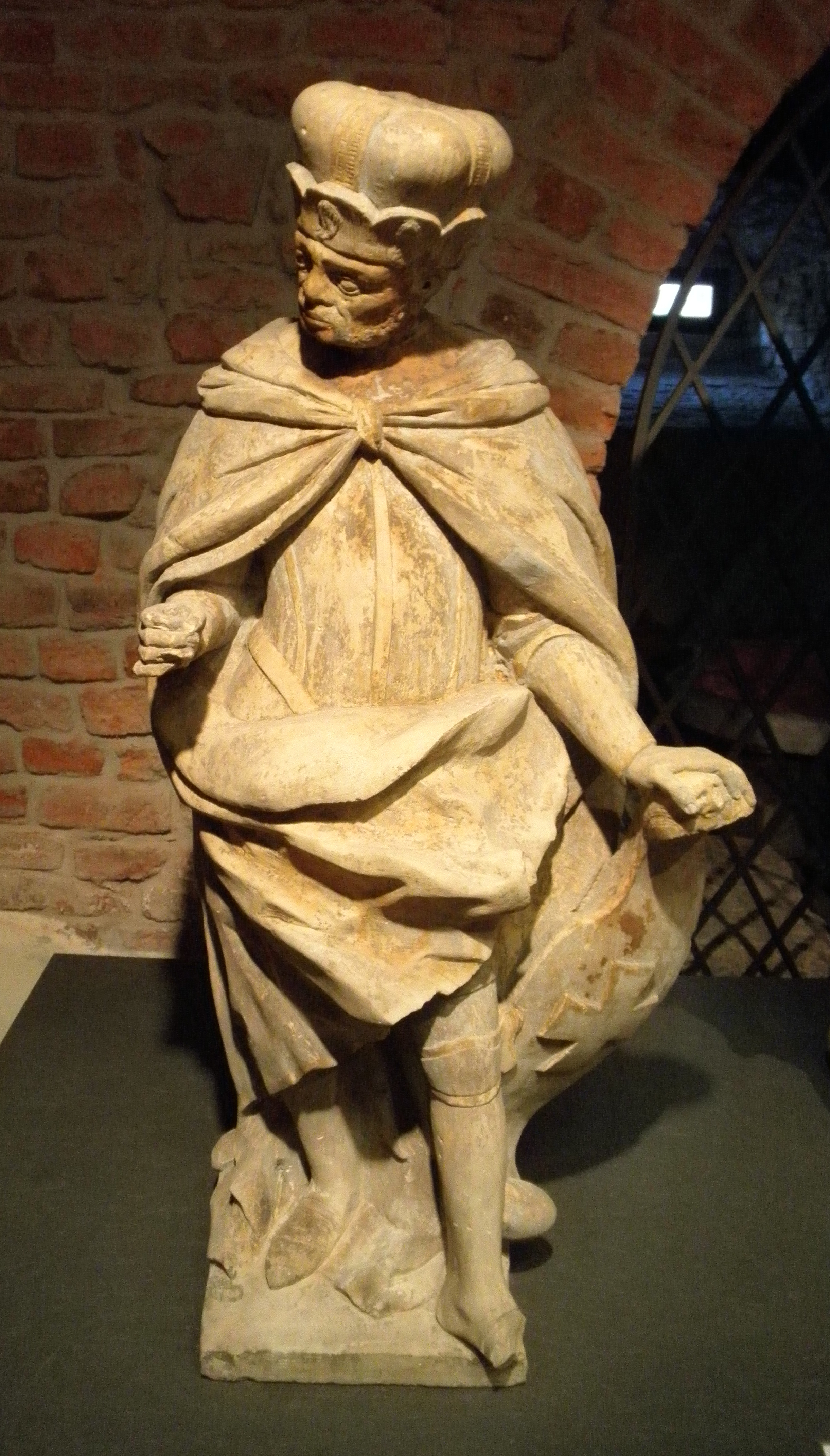
Socha svatého Mořice od Michaela Mandíka z roku kolem 1690. Socha je z pískovce se zbytky zlacení. Původně byla socha ve výklenku nad západním portálem v olomouckém kostele sv. Mořice.

Vzhledem k poměrné četnosti Mandíkových zakázek po vytvoření druhé z olomouckých barokních kašen, Herkulovy, je pravděpodobné, že nevelká figura patrona hlavního městského kostela sv. Mořice vznikla ještě před ní – to znamená mezi roky 1683–1687. Původně bývala umístěna ve vrcholku západního portálu, avšak později byla deponována v přízemí velké věže. Rozvržení postavy je krom stranového převrácení téměř totožné, jako u starší sochy sv. Mořice na kroměřížském mariánském morovém sloupu od Michaela Zürna ml. a Davida Zürna ml.
Herkulova postava byla tedy Mandíkem vytvářena v letech 1687–1688, kdy stanula v místě současného sloupu Nejsvětější Trojice, a to uprostřed vodní nádrže, jejímž autorem je kamenický mistr Václav Schüler s dílnou. Kompozice figury opakuje schéma manýristické sochy Neptuna na fontáně Mandíkova rodného města Gdaňsku na Długim Targu. Roh v levé ruce božstva nahradila moravská/olomoucká orlice a trojzubec v pravici se proměnil v meč, následně v kyj. Gdaňský bronzový Neptun byl odlit roku 1615 podle modelu Gerdta Benningka v Augsburgu. Mandík byl tedy před svým odchodem do Vídně s tímto dílem dobře obeznámen, jelikož z něj v Olomouci kompozičně čerpal.
Nejpozději v září 1688, kdy je mu hejtmanem Kotulinským z Kotulína nabízena biskupská zakázka, pracuje Michael Mandík poblíž Maletína na neznámých sochách pro hraběte Ferdinanda Julia hraběte Salm-Neuburga. Pravděpodobně byly určeny pro zámek v Tovačově, centrum zdejšího salmovského panství, nebo pro hraběcí palác v Olomouci.

## Premonstrátská letní rezidence v Šebetově
O rok později, tedy 1689, Mandík z Maletína dodal do letní rezidence hradiských premonstrátů v Šebetově u Blanska dvě nedochovaná sousoší pro kašny, za což obdržel 100 zlatých a stravu. Šlo o Neptuna s koněm a Pluta se třemi dračími hlavami – či snad se strážcem vchodu do podsvětí, trojhlavým psem Kerberem.

## Biskupská zakázka v Maletíně
V následujícím roce 1690 se Mandík patrně vrátil zpět do služeb biskupa Karla, což církevní hodnostář o tři roky později zmiňoval v dopise. Sochař mu dodal z maletínského lomu do Kroměříže tři sochy, které tam však byly shledány zfušovanými. Liechtenstein-Castelcorn listem z 6. srpna dal Mandíka odstavit od dalších prací.

## Velehrad
Zřejmě v letech 1691 až 1692 pracoval Mandík na Velehradě, kde je zmiňován mezi umělci, kteří se podíleli na vytváření výzdobného programu baziliky Nanebevzetí Panny Marie a sv. Cyrila a Metoděje po velké barokní přestavbě, završené s koncem 80. let 17. století. Z jeho ruky zde patrně vzešlo osm světeckých postav, které až do roku 1900 stávaly v průčelních nikách baziliky. Sochy jsou nápadné svojí blokovitostí, jejich obrys většinou svírá mnišské roucho či kněžský ornát. Vytvořeny byly pro výklenky hlavního průčelí chrámu, tudíž i jimi byla dynamičnost figur limitována. Je však nepopiratelné, že drapérie je traktována převážně stroze a lineárně, bez citu pro fyziognomii těl, jež zahaluje. S propracovaností detailů, na kterou jsme u děl Michaela Mandíka zvyklí, se zde rovněž nesetkáme, což relativizuje připsání skulptur jeho osobě. Z velké části byla autorská modelace smazána úbytkem hmoty použitého nekvalitního hrubozrnného pískovce. Přesto lze vypozorovat několik detailů, jež Mandíkův rukopis mohou prozrazovat. V obličejích se dá vyčíst formální vztah ztvárněných očí se sochou sv. Mořice z hlavního olomouckého městského chrámu či méně přesvědčivě k postavě Herkula z druhé zdejší barokní kašny. Uši mají zesílený horní záhyb kůže, podobně jako v případě sochy Neptuna z Mandíkovy starší olomoucké kašny.

## Epilog
Pro rok 1693 existují tři zprávy o Michaelu Mandíkovi, z nichž pouze jedna je blíže datovaná, a to do července, kdy se naposledy ozval biskupu Karlovi, konkrétně z Tovačova. Kvůli propukávající nemoci a nuzné situaci prosil o práci, jako o almužnu. Sliboval, že za vyposírování čtyř soch, které vykoná, by se nemusel stydět žádný z italských malířů. Liechtenstein-Castelcorn mu však již žádnou zakázku nepřidělil.
Skulptury pro premonstrátskou kanonii Hradisko u Olomouce, o jejichž osudu není po staletí nic známo, dodal Mandík zřejmě už v první třetině roku, jelikož v létě prezentoval svůj špatný fyzický i finanční stav biskupovi. Jednalo se o dva anděly o výšce šesti střevíců pro schodiště prelatury a sedm poprsí, vysokých i s podstavcem dvě stopy a 9 palců, které byly určené pro jistý arkýř či vikýř (snad kostela Nanebevzetí Panny Marie). Znak hradiské kanonie z borotínského vápence pro letní rezidenci v Šebetově mohl sochař vytvořit i po svém odmítnutí biskupem, jelikož se jistě nejednalo o příliš náročnou objednávku.
S jistotou můžeme říci, že Michael Mandík, sochař z polského Gdaňsku, zemřel v salmovském Tovačově roku 1694, zřejmě 15. května. Zanechal po sobě dílo kolísavé kvality, nicméně jeho práce pro Lusthaus Květné zahrady v Kroměříži patří k tomu nejlepšímu, co na Moravě v 17. století v kameni vzniklo a obstojí i v porovnání s kvalitní produkcí věku následujícího.